# Kris Bruton
Kris Marcus Bruton (Greenville, 10 gennaio 1971) è un ex cestista statunitense.

## Carriera
Venne scelto al secondo giro del Draft NBA 1994 dai Chicago Bulls, ma non giocò mai in NBA. Dopo una carriera in Europa e Sud America, dal 2001 al 2009 è stato uno degli Harlem Globetrotters.

## Palmarès
- CBA All-Rookie Second Team (1995)